# Deessa serp
La deessa serp és una figura clau de la religió minoica, una divinitat a la qual s'han atribuït diversos significats, probablement perquè va acabar sintetitzant diverses figures mitològiques anteriors.

## Dea de la natura
Les figuretes de la deessa serp sovint la representen envoltada de coloms i animals, per la qual cosa s'ha interpretat que seria una predecessora de la Pótnia Theron, la mestressa dels animals, un dels atributs de la Mare Natura. La serp és un animal associat a la terra, de manera que, igual que la terra engendra vida amb les plantes, la dea serp s'associa al principi femení de fertilitat. La serp també simbolitzava per als antics (com proven els mites semites, mesopotàmics i hindús, entre d'altres) la renovació i la resurrecció, pel canvi de pell, i en aquest sentit la deessa es lliga a la natura, que mor i torna a néixer amb el cicle de les estacions. Per acabar, la serp pot relacionar-se amb la màgia, com en l'antic Egipte.

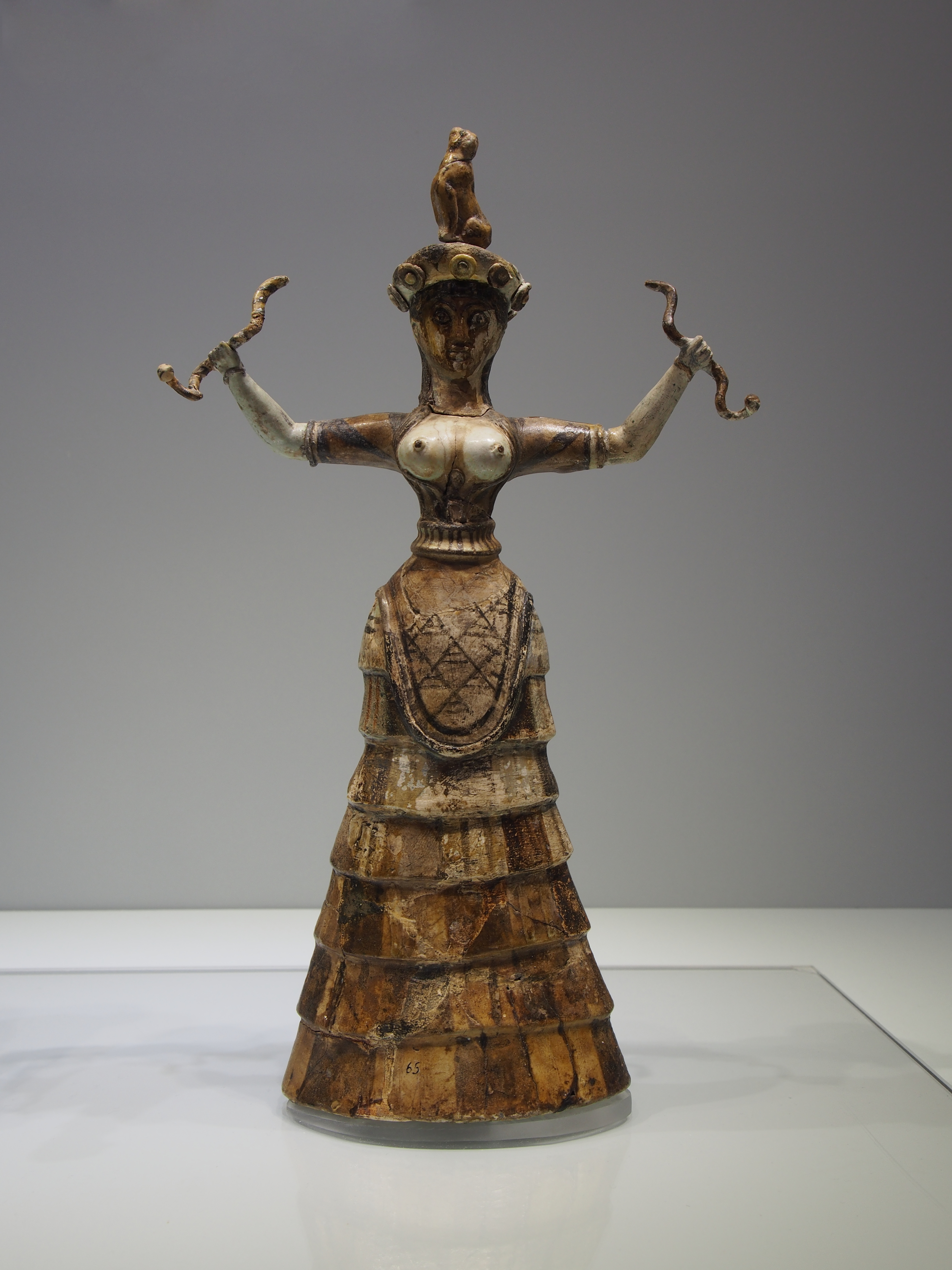
Estatueta de la dea serp

## Dualisme
La dea, malgrat els atributs femenins com els pits descoberts, pot anar acompanyada del labris, una destral que és símbol de masculinitat. Això s'ha interpretat com una prova del dualisme ontològic de la religió minoica, en què cada part masculina tenia la seva contrapart femenina per a indicar l'equilibri de la natura i la parella primordial. Igualment, el nus del vestit de les figuretes trobades als jaciments sol aparèixer al costat de divinitats mascles.

## Deessa líder del panteó
S'ha indicat que la societat minoica conserva restes del matriarcat prehistòric i per això les divinitats femenines ocupen un lloc preeminent dins del panteó minoic. La dea serp manté al seu costat símbols de poder i força, com són les serps, que també es trobaran en divinitats guerreres gregues posteriors, com Atena Pàrtenos. La posició dels braços recorda la de les representacions tradicionals d'Astarte. El fet que s'hagin trobat restes que proven que les sacerdotesses, i no sacerdots, fossin les encarregades de dur a terme les cerimònies religioses reforçaria aquest paper privilegiat de la dona en l'esfera pública i sagrada.